# تورسک
تورسک (به فرانسوی: Tursac) یک کمون در فرانسه است که در Canton of Saint-Cyprien واقع شده‌است.

## خصوصیات
تورسک ۱۷٫۷۱ کیلومترمربع مساحت و ۳۱۹ نفر جمعیت دارد و ۷۹ متر بالاتر از سطح دریا واقع شده‌است.